# Rafard
Rafard este un oraș în São Paulo (SP), Brazilia.